# Дубоносы
Дубоно́сы, или обыкнове́нные дубоно́сы (лат. Coccothraustes) — род птиц семейства вьюрковых. Это монотипичный род, ранее включающий три вида.

## Описание
Это довольно крупные для семейства птицы — их длина составляет около 18 см. Одна из отличительных особенностей дубоносов — их массивный, острый клюв, средней длины, однако очень широкий (шириной почти с голову) и сильный. Клюв конусообразный, не приплюснутый, с несколько более широким надклювьем, хорошо приспособлен для дробления твёрдых семян или косточек плодов, таких как черёмухи, жимолости, вишни или алычи. Окраска контрастная — у вечернего и капюшонного дубоносов имеется сочетание чёрного, белого и ярко-жёлтого цветов, у обыкновенного дубоноса тона рыжие, охристые, белые, каштановые и чёрные. Крылья средней длины, заострённые; первые три маховых примерно одной длины. Хвост довольно короткий, выемчатый. Ноги с короткой, сжатой плюсной, средней длины пальцами и хорошо развитым задним пальцем.

## Поведение
Дубоносы — пугливый вид, поэтому его сложно наблюдать и изучать. Большую часть дня он проводит на высоких ветвях, особенно в период размножения. В течение всей жизни данный род можно увидеть только на земле в поисках семян или питьевой воды, всегда рядом с деревьями. Во время питья и еды он может вести себя агрессивно, как по отношению к представителям своего вида, так и к более крупным птицам. При рождении птенцов охраняет совсем небольшую территорию; однако, когда они не выводят потомства, ее размер увеличивается.

## Ареал и среда обитания
Обыкновенный дубонос обитает в смешанных и лиственных лесах, а также парках Европы и Азии, особенно там, где растёт граб. Вечерний дубонос — житель хвойных и смешанных лесов Северной Америки, в том числе горных районов на западе континента. Капюшонный дубонос, имеющий близкое родство с вечерним, распространён в Центральной Америке, преимущественно в Мексике.

## Систематика
- Coccothraustes coccothraustes — Обыкновенный дубонос
- Hesperiphona vespertina = Coccothraustes vespertinus — Вечерний дубонос
- Hesperiphona abeillei = Coccothraustes abeillei — Капюшонный дубонос